# Xiao Hui Wang
Xiao Hui Wang (Tianjín, 15 de junho de 1957) é uma artista, fotógrafa, desenhadora, cineasta, escultora e autora chinesa. 
Sua obra tem sido exibida internacionalmente e tem recebido numerosos galardões, tanto na China como ao redor do mundo. Um museu de arte contemporânea, o Museu de Arte Xiao Hui Wang de Suzhou, leva seu nome.
Tem sido professora na Universidade de Tongji desde o 2003, onde dirige o Centro de Arte Xiao Hui Wang. Divide seu tempo entre a China e a Alemanha, participando em numerosas actividades culturais.

## Prémios
- Prémio do Livro de Shanghai e Prémio Bingxin (de Literatura Nacional) por Meu diário visual (2002)[3]
- Melhor Autora por Meu diário visual (2003)[4]
- Membro Honorário da Associação Alemã de Fotógrafos Freelance (BFF) (2005)
- Prémio da Amizade Alemanha-China outorgado pelo governo alemão (2007)[5]
- Fotógrafo Internacional do Ano por Shanghai Média Group (2007)[6]
- Prémio de Artista Internacional Estrela no St. Moritz Art Masters (2008)
- Artista do Ano por Southern Média Group (2008)[7]
- Membro Honorário da Escola de Orfebrería Van Cleef & Arpels (2012)[8]